# Henry de Percy, I barone Percy
Henry de Percy, I barone Percy (Sussex, 25 marzo 1273 – ottobre 1314), figlio di Henry de Percy ed Eleonora de Warenne, nipote a sua volta di Guglielmo il Maresciallo.

## Biografia

### La famiglia
Henry Percy nacque nel 1273, suo padre, Henry Percy, era morto sette mesi prima e poiché gli altri due suoi fratelli erano periti nell'infanzia e i fratelli del padre erano deceduti, Henry salvò la linea famigliare dall'estinzione. Suo nonno da parte di madre era il potente Giovanni de Warenne, VI conte di Surrey, mentre la nonna era Alice di Lusignano.
Nel 1293 fu abbastanza grande per ereditare le proprietà paterne di Sussex e Yorkshire e l'anno seguente si sposò con Eleonora FitzAlan (1284 - 1328), figlia di Riccardo FitzAlan, VIII conte di Arundel (3 febbraio 1266 o 1267 - 9 marzo 1301 o 1302). Successivamente provvide a cambiare lo stemma di famiglia adottando un leone blu su sfondo d'oro, così da riunire in un solo simbolo sia quello dei Warenne, il leone blu, che quello degli Arundel, lo sfondo dorato richiamando così l'attenzione sul legame con la famiglia reale che gli veniva dalla nonna Alice di Lusignano.
Sempre nel 1293 venne chiamato a combattere in Francia, ma presto il re Edoardo I d'Inghilterra lo richiamò perché andasse in Galles a sedare una ribellione vivendo così la sua prima vera esperienza militare.

### La guerra di Scozia
Nel 1295 Henry viene mandato al nord, in Scozia, assieme al nonno Giovanni de Warenne, VI conte di Surrey, re Edoardo voleva la guerra con gli scozzesi e per ottenerla non esitò ad umiliare il loro re, Guglielmo I di Scozia, così da far accendere la scintilla. L'anno prima il re Filippo IV di Francia si era preso l'Aquitania ed Edoardo era stato costretto ad una tregua con gli scozzesi per non trovarsi due fronti aperti, la pace temporanea era stata mediata da de Warenne che era il genero del sovrano scozzese.
Nel 1296 le cose però erano cambiate ed Edoardo era pronto a combattere, in marzo l'esercito regio circondò l'importante porto scozzese di Berwick-upon-Tweed e il 30 dello stesso mese Henry venne nominato cavaliere. Lo stesso giorno la città venne presa e il re, che si dice fosse stato provocato dagli abitanti, ordinò che l'intera popolazione senza distinzione di sesso o di età, venisse passata per le armi, le cronache riportano di migliaia di esecuzioni.
Henry venne spedito dal nonno, insieme ad altri nobili minori, circa 30 miglia a nord verso Dunbar. Quando lo scontro con gli scozzesi venne vinto e gli inglesi ebbero preso il castello il re si unì ai nobili vittoriosi, l'avanzata inglese sembrava inarrestabile e in pochi mesi l'intera Scozia venne conquistata. Guglielmo I di Scozia venne costretto all'abdicazione e Giovanni de Warenne, VI conte di Surrey fu messo a capo della regione, come se fosse una qualunque provincia del regno.
Durante la guerra Henry aveva dimostrato il proprio valore e venne ricompensato con il governo del Cumberland, di Galloway e dell'Ayrshire, mentre re Edoardo tornava a pensare alla Francia, altro fronte di pace assai precaria.
Nell'estate del 1297 la Scozia s'infiammò nuovamente, sotto la guida di William Wallace, Robert Bruce ed altri, fra cui William Douglas e Andrew Murray; gli scozzesi insorsero uccidendo lo sceriffo inglese di Lanark. Henry, unitamente ad altri nobili, cercò di sedare la rivolta e, approfittando del fatto che Wallace fosse nella Scozia centrale, riuscirono a ottenere una sorta di sottomissione dopo una battaglia a Irvine, all'estremo sud del paese.
Intanto de Warenne andava alla caccia di Wallace e lo trovò nei pressi di Stirling, la Battaglia di Stirling Bridge che seguì fu una totale disfatta per gli inglesi, i rinforzi non poterono fare alcunché e l'esercito inglese venne spazzato via dai ribelli, ancora peggio gli inglesi vennero spediti fuori dai confini scozzesi, mentre Wallace e i suoi uomini facevano continue incursioni nel nord dell'Inghilterra, accarezzando il progetto di invaderla. Nella primavera del 1298 Edoardo tornò in patria dalla Francia, reclutò un esercito piuttosto corposo e marciò verso la Scozia: ne nacque la Battaglia di Falkirk che vide gli inglesi vittoriosi. Anche Henry de Percy era presente come veterano nella cavalleria mobile.

### Negoziatore, soldato e proprietario terriero
Nel 1299 Henry raccolse ancora i frutti della propria fedeltà al re, Edoardo infatti gli donò parecchie terre che erano appartenute al ribelle Ingram Balliol, alcune delle quali erano in Scozia, questo forse anche allo scopo di mantenere alto il suo interesse circa la conquista della regione. Henry venne anche nominato pari del regno e come tale convocato in Parlamento e poté così fregiarsi del titolo di Barone. Negli anni seguenti Percy passò diverso tempo a combattere scaramucce di confine e azioni di guerriglia scozzesi o a compierle lui stesso per mantenere o ampliare i propri confini. Nel 1301 era nel suo castello nello Yorkshire dove probabilmente viveva la moglie, e tre anni dopo, in estate, andò con il re all'attacco della città di Dunfermline. In quel periodo Robert Bruce, che si era già schierato con o contro gli inglesi diverse volte, si arrese al re e quando fu preso il castello di Stirling, nella primavera del 1304, la Scozia era del tutto conquistata.
Nel settembre del 1305 fu convocato il Parlamento inglese insieme a quello scozzese così da trovare un accordo sull'unificazione dei due stati, Henry Percy fu uno dei principali negoziatori inglesi e Robert Bruce lo era per gli scozzesi, ma il nobile stava già tramando per ridare la libertà al proprio paese. Questa libertà Bruce se la riprese il 25 marzo 1306, giorno in cui venne incoronato re di Scozia, presso l'abbazia di Scone. Henry fu incaricato dal re di sovrintendere al nord dell'Inghilterra e al sud della Scozia soffocando le ribellioni senza pietà. Lo scontro diretto con Bruce lo vide vincitore, ma quelli erano solo i primi momenti di una guerriglia lunga e sanguinosa che vide gli inglesi, sì proprietari dei castelli scozzesi, ma a prezzo di continui agguati e rappresaglie, anche in patria, da parte dei ribelli.

### Edoardo II e Pietro Gaveston
Re Edoardo I d'Inghilterra morì il 7 luglio 1307 mentre preparava l'ennesima campagna scozzese: morente, chiese ai baroni di dare il trono al figlio Edoardo II d'Inghilterra e di far restare in esilio Pietro Gaveston, favorito del principe che era stato bandito dal re. Per Henry la morte di Edoardo fu una grave perdita, era proprietario di numerose terre al di qua ed al di là del confine che erano costate lunghi anni di guerra e che ancora non erano sicure e il nuovo re non aveva nessun interesse a continuare la conquista scozzese. Edoardo II d'Inghilterra richiamò subito Gaveston e lo creò conte di Cornovaglia, un titolo molto prestigioso, e poco dopo congedò Henry e altri comandanti militari che erano stati fedeli al padre, dopo di che, nell'agosto del 1307, lui stesso lasciò la Scozia. La debole politica di Edoardo II facilitò la resurrezione militare di Robert Bruce che, riunito un esercito, conquistò in pochi mesi la Scozia orientale entro la fine del 1307 e nell'agosto successivo furono conquistati l'Argyll e il Northumberland. Henry fu richiamato in servizio, ma benché fosse in grado di mantenere il controllo dei castelli, non aveva le possibilità di controllare l'intero territorio. Nel febbraio del 1308 Henry andò a Londra per assistere all'incoronazione di Edoardo II d'Inghilterra, la cerimonia venne ritardata di una settimana a causa della preoccupazione francese dettata dal fatto che il re preferisse la compagnia di Gaveston a quella della giovane moglie Isabella di Francia. Durante la cerimonia Gaveston ebbe la precedenza su tutti gli altri conti, al banchetto vestì abiti degni di un re e fu lui e non la regina a sedere accanto al nuovo sovrano. L'incidente diplomatico con i francesi venne evitato, così come la reazione violenta dei conti, ma, alla convocazione parlamentare avvenuta in primavera, i baroni chiesero di nuovo l'esilio per il favorito, giustificando la loro richiesta sulla differenza fra la Fedeltà al Re e la Fedeltà alla Corona. La risposta di Edoardo fu semplice, Gaveston venne nominato Luogotenente d'Irlanda ed Henry Percy fu uno dei testimoni. Tuttavia nel 1308 Edoardo venne costretto a cedere e Gaveston venne nuovamente esiliato.

### La guerra contro Gaveston
Fin dall'estate successiva il re maneggiò per far tornare il favorito in patria, ma Henry in quel periodo era occupato in altre faccende, stava infatti acquistando la tenuta di Alnwick con il relativo castello. Sul fronte politico intanto Gaveston peggiorava la sua posizione, il suo principale oppositore era Tommaso Plantageneto, uomo potente e imparentato con il re, i due avevano infatti in comune il bisnonno Enrico III d'Inghilterra, e Gaveston non si fece scrupolo a insultarlo pubblicamente. Nel 1310 il Parlamento obbligò il re ad accettare l'elezione di ventuno Lord Ordainers che governassero il paese. Quando in giugno il re ordinò una campagna contro la Scozia, Henry si presentò a combattere, ma molti altri nobili rifiutarono di presentarsi. Dall'altra parte Robert Bruce sembrava rifuggire la guerra aperta preferendo invece la guerriglia, ugualmente devastante, e i rapporti fra Edoardo e i nobili andarono via via peggiorando. Nel maggio del 1311 Gaveston ordinò a Henry di tenere la città di Perth per l'estate con duecento cavalieri e senza fanteria, un'impresa pericolosa considerando che l'esercito del re si stava ritirando verso l'Inghilterra. Percy comunque riuscì a cavarsela e in ottobre era a Londra, una volta di più i nobili costrinsero Gaveston all'esilio nelle Fiandre, ma in gennaio era già ritornato a York con la moglie incinta e i beni restituiti. A Henry venne ordinato di lasciare il castello di Scarborough, nello Yorkshire, che venne dato a Gaveston, e gli eventi iniziarono a precipitare. In aprile il sovrano e Gaveston vennero costretti a fuggire da Newcastle per l'arrivo dell'esercito guidato da Tommaso Plantageneto, Percy e altri nobili e dovettero riparare a Scarborough. Per la fretta lasciarono indietro la moglie di Gaveston, Margaret de Clare con il figlio in fasce, oltre a un numero assai consistente di beni e di preziosi. Il castello di Scarborough venne preso d'assedio da numerosi nobili e dopo un mese Gaveston fu catturato e giustiziato il 19 giugno 1312.

### La breve prigionia e la morte
Il re cercò vendetta per la sorte del proprio favorito e per dare un esempio si scagliò contro uno dei meno potenti fra tutti i baroni, confiscò i beni di Percy e lo fece imprigionare il 28 luglio del 1312. I nobili fecero della sua liberazione uno dei punti principali del loro accordo con il re, al fine di evitare la guerra civile, e nel gennaio 1313 Percy fu liberato e gli furono restituiti i propri beni. Recuperò anche i soldi, riprendendo possesso dell'enorme tesoro di Gaveston.
Nel 1314 Edoardo proclamò una nuova campagna contro gli scozzesi, che culminò nel disastro della Battaglia di Bannockburn, ma Henry si era rifiutato di parteciparvi, asserendo che, secondo le Ordinanze del 1311, la richiesta avrebbe dovuto essere stata ratificata dal Parlamento. Percy rimase così ad Alnwick a proteggere le proprie terre dalle incursioni scozzesi; dopo la disfatta gli venne chiesto di recarsi a Newcastle per preparare una difesa d'emergenza contro l'avanzata dell'esercito di Bruce. Il re scozzese preferì non fare azioni belliche su grande scala, ma piccole scorribande allo scopo di racimolare denaro.
Henry Percy morì poco dopo, alla metà di ottobre del 1314, e la sua salma venne inumata nell'Abbazia di Fountains.

## Discendenza
Dalla moglie Eleonora FitzAlan Henry Percy ebbe:
- Henry de Percy, II barone Percy (1299 - 1352)
- William de Percy (morto nel 1355)